# 珀菊
珀菊（学名：Amberboa moschata）为菊科珀菊属的植物。分布在西南亚以及中国大陆的 甘肃省、陕西省等地，见于逸生，目前尚未由人工引种栽培。

## 异名
- Centaurea moschata L.